# Islas de la Bahía

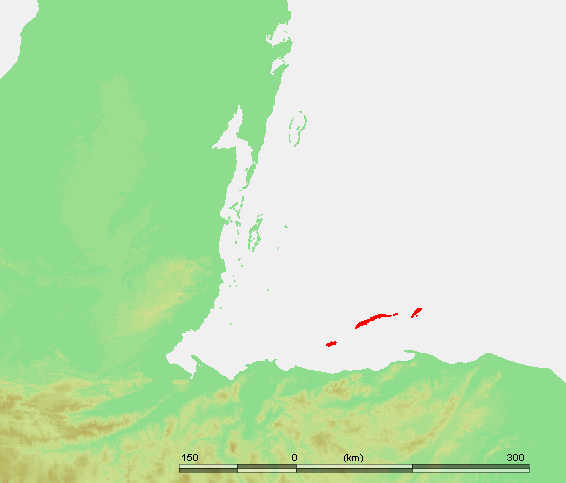
Topographische Karte

Die Islas de la Bahía, auch Bay Islands, sind eine Inselkette in der Karibik vor der Nordküste von Honduras. Die Islas de la Bahía bilden zusammen mit den viel kleineren Islas del Cisne im Norden und den Cayos Cochinos im Süden das gleichnamige, nach Fläche und Bevölkerungszahl kleinste von 18 Departamentos in Honduras. Das Departamento besteht aus den vier Municipalidades (Gemeinden) Guanaja, Útila, Roatán und Santos Guardiola. Die Hauptstadt des Departamentos ist Coxen Hole.

## Geographie
Die Inselkette besteht aus den Hauptinseln Roatán (mit Barbarreta), Guanaja und Útila sowie einer Anzahl kleiner Koralleninseln (Cays). Die Inseln gehören zu einer unterseeischen Bergkette, die sich bis zum Festland weiterzieht; sie sind zum Teil  vulkanischen, zumeist aber corallinen Ursprungs. Das Departamento Islas de la Bahía hat rund 75.000 Einwohner, die Fläche beträgt 260,6 km². Zwischen den Islas de la Bahía und dem honduranischen Festland liegt ein weiterer, kleiner Archipel, die Cayos Cochinos oder Hog Islands („Schweine-Inseln“).

## Wirtschaft und Tourismus
Die Islas de la Bahia waren im vergangenen Jahrhundert Honduras’ „Tor zur Welt“ und ein wichtiger Umschlagplatz für Kaffee und Südfrüchte. Der große Einfluss der US-amerikanischen Bananen-Importeure Chiquita und Standard Fruit auf die Politik und auf die Staatsführung des Landes hat Honduras den Ruf der „Bananenrepublik“ eingebracht.
Die Islas de la Bahia liegen im zweitgrößten Barriereriff der Welt, dem Belize-Barriere-Riff, und gelten als kostengünstiges Tauchziel; insbesondere die Insel Utila zieht Rucksack-Touristen an. Das größere Roatán wird vor allem von nordamerikanischen Familienurlaubern und Tauchtouristen besucht. Die Tourismus-Infrastruktur von Guanaja ist auf Fremdenverkehr mit gehobenen Ansprüchen ausgerichtet.
Christoph Kolumbus, der Guanaja auf seiner vierten Reise 1502 als erster Europäer betrat, nannte sie wegen der großen Anzahl karibischer Kiefern (Pinus caribaea) „Insel der Kiefern“. Columbus begegnete dort auch als erster Europäer den Kakaobohnen.

## Fauna
Die Islas de la Bahía haben ein reiches Artenspektrum, insbesondere leben hier viele Reptilienarten. Der Frankfurter Herpetologe Gunther Köhler beschrieb in den 1990er Jahren zwei neue Anolis-Arten (Kleinleguane) und fand den verschollen geglaubten Utila-Leguan Ctenosaura bakeri 1994 wieder. Seit 1998 betreiben die Zoologische Gesellschaft Frankfurt und die Senckenberg Gesellschaft für Naturforschung eine Schutz- und Forschungsstation auf der Insel Utila, um diese mangrovenbewohnende Reptilienart in ihrer natürlichen Umwelt zu erhalten.

## Bevölkerung
Die Inselkette ist von einem karibischen Völkergemisch bewohnt. Die Wurzeln der Bevölkerung von Útila gehen auf englische Siedler von den Kaimaninseln zurück, während Roatán eine überwiegend von schwarzen Sklaven abstammende Bevölkerung wie den Garifuna hat. Umgangssprache ist hier, entgegen dem spanischen Festland, eine kreolische Mischsprache. Die Urbevölkerung bestand vermutlich aus den Paya, die auf den Bay Islands von den spanischen Eroberern ausgerottet wurden. Einige Funde der US-amerikanischen Smithsonian-Expedition von William Duncan Strong (1899–1962) aus dem Jahre 1933 liefern Hinweise auf die Urbevölkerung. Der aus Österreich stammende Tauchlehrer und Künstler Gunther Kodovsky hat einige Keramikfunde zusammengetragen, die er zusammen mit Kunstwerken aus Treibholz in seiner „Driftwood Art Gallery“ auf der Insel Utila interessierten Besuchern zeigt.
Auf der Insel Roatán betreibt der US-amerikanische Anthropologe David K. Evans das Overseas Research Centre für die Wake-Forest-Universität.
Zu Beginn herrschten starke Spannungen zwischen den spanischsprachigen Festland-Honduranern und den britischstämmigen Inselbewohnern vor. Noch heute sind Kreolformen des Englischen verbreitet und viele Bewohner sehen sich, trotz 150-jähriger Zugehörigkeit zu Honduras, als Briten und nicht als Honduraner.

## Geschichte
Die Inseln wurden 1502 von Christoph Kolumbus auf seiner vierten Reise entdeckt. Die Spanier verschleppten mit den Jahren alle indianischen Ureinwohner als Sklaven. England, Spanien und die Vereinigten Provinzen der Niederlande beanspruchten danach die Herrschaft, bis sich England 1643 durchsetzen konnte. 1780 eroberte Spanien die Inseln noch einmal für einen Monat.
Im Laufe ihrer Geschichte wurden die Insel, besonders Guanaja, von englischen, französischen und niederländischen Piraten als Operationsbasis genutzt. Daran erinnert noch der Name der Hauptstadt Coxen Hole und die stark vereinfachte englische Sprache der Einheimischen, die weitgehend auf Zeitformen außer der Gegenwart verzichtet und auf den Piratenslang zurückgehen soll. Neben dem Piraten John Coxon (Coxen) sollen u. a. auch Henry Morgan und Morris hier ihr Unwesen getrieben haben.
Die Inseln waren eine britische Kronkolonie und gehörten zu Jamaica. 1860 zogen sich die Briten zurück und erkannten die honduranische Oberhoheit an.
1998 wurden die Inseln vom Hurrikan Mitch heimgesucht.